# بايرن ميونخ موسم 2004–05
كان موسم 2004–05 الموسم الـ106 في تاريخ نادي بايرن ميونخ والموسم الـ40 له تواليًا في الدرجة الأولى من الدوري الألماني. في ظل معاناة العديد من الأندية الألمانية من صعوبات مالية في ذلك الوقت، كان سباق اللقب بمثابة نزهة عادية لفريق بايرن المليء بالنجوم، حيث فاز بفارق 14 نقطة، منذ انهيار منافسه الوحيد شالكه 04 في الشهر الأخير من الموسم. ومن بين اللاعبين الأساسيين في النجاح كان روي ماكاي وصانع الألعاب مايكل بالاك.